# Xã Louisville, Quận Scott, Minnesota
Xã Louisville (tiếng Anh: Louisville Township) là một xã thuộc quận Scott, tiểu bang Minnesota, Hoa Kỳ. Năm 2010, dân số của xã này là 1.266 người.